# Базель (футбольний клуб)

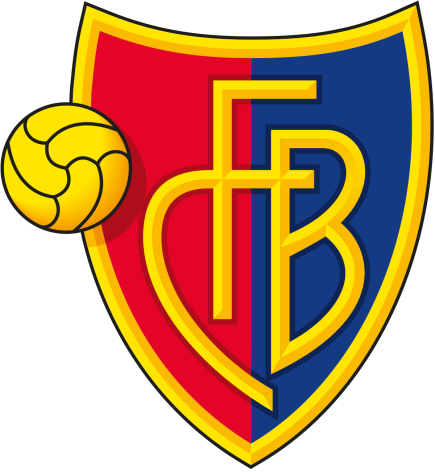
Попередня емблема «Базеля»

«Ба́зель» (нім. Fussball Club Basel 1893) — професійний швейцарський футбольний клуб з однойменного міста. Заснований 15 листопада 1893 року.

## Історія
Один з найуспішніших клубів Швейцарії: 21 національний титул, що є другим результатом серед усіх швейцарських команд. Розквітом команди вважають пізні 1960-ті — 1970-ті роки. З 1967 по 1980 роки «Базель» 7 разів ставав чемпіоном країни. 1980-ті ознаменували важкі часи для клубу, коли команда вибула з єврокубків, а в 1987 вибув до нижчого дивізіону чемпіонату. У 2000-х «Базель» повернувся до вищого дивізіону, і у 2002, вперше за останні 22 роки, виграв національний титул. Подібні успіхи повторилися у 2004, 2005 та 2008 роках.
З 2000 року «Базель» є постійним учасником єврокубків. У 2002 клуб поступився у фіналі Кубка Інтертото англійській «Астон Віллі», і потрапив до другого кваліфікаційного раунду Ліги чемпіонів. Сезон 2005—2006 став одним з найуспішніших для команди: чвертьфінал Кубка УЄФА, де «Базель» програв «Мідлсбро».
У розіграші Ліги чемпіонів 2008—2009 «Базель» потрапив до групи з донецьким «Шахтарем». Швейцарці здобули лише 1 очко на груповому етапі, і двічі програли з рахунком 0:5, причому один раз на РСК «Олімпійський» у Донецьку, де Жадсон зробив хет-трик.
З 2010 по 2017 роки клуб вісім разів поспіль вигравав титул чемпіона Швейцарії.
Після восьмирічної перерви у 2025 році «Базель» виграв 21-й чемпіонський титул Швейцарії.

## Досягнення
- Чемпіонат Швейцарії:
  - Чемпіон (21): 1953, 1967, 1969, 1970, 1972, 1973, 1977, 1980, 2002, 2004, 2005, 2008, 2010, 2011, 2012, 2013, 2014, 2015, 2016, 2017, 2025
  - Віце-чемпіон (10): 1949, 1950, 1971, 2003, 2006, 2007, 2018, 2019, 2021, 2022
- Кубок Швейцарії:
  - Володар (14): 1933, 1947, 1963, 1967, 1975, 2002, 2003, 2007, 2008, 2010, 2012, 2017, 2019, 2025
  - Фіналіст (10): 1942, 1944, 1970, 1972, 1973, 1982, 2013, 2014, 2015, 2020
- Володар кубка Швейцарської ліги (1): 1972
- Володар Кубка Англо (1): 1913

## Участь в єврокубках
| Турнір                                             | М   | В   | Н  | П   | ГЗ  | ГП  |
| -------------------------------------------------- | --- | --- | -- | --- | --- | --- |
| Кубок Європейських чемпіонів / Ліга чемпіонів УЄФА | 122 | 49  | 25 | 48  | 177 | 196 |
| Ліга Європи УЄФА / Кубок УЄФА                      | 110 | 50  | 24 | 36  | 184 | 138 |
| Ліга конференцій УЄФА                              | 34  | 18  | 8  | 8   | 62  | 40  |
| Кубок Кубків УЄФА                                  | 4   | 0   | 1  | 3   | 3   | 13  |
| Кубок ярмарків                                     | 10  | 1   | 1  | 8   | 3   | 13  |
| Всього                                             | 266 | 109 | 57 | 100 | 398 | 383 |

Останнє оновлення: 18 травня 2023

## Склад команди
Станом на 2 серпня 2025
| №  | Поз. | Нац.        | Гравець                  |
| -- | ---- | ----------- | ------------------------ |
| 1  | ВР   | Швейцарія   | Марвін Гітц              |
| 3  | ЗХ   | Швейцарія   | Ніколя Вуйо              |
| 5  | ПЗ   | Бразилія    | Метіньйо                 |
| 6  | ПЗ   | Японія      | Кейго Цунемото           |
| 7  | НП   | Нігерія     | Філіп Отеле              |
| 8  | ПЗ   | Франція     | Коба Куандреді           |
| 9  | НП   | Іспанія     | Кевін Карлос             |
| 10 | НП   | Швейцарія   | Джердан Шачірі (капітан) |
| 11 | НП   | Кот-д'Івуар | Бені Траоре              |
| 13 | ВР   | Швейцарія   | Мірко Сальві             |
| 14 | ПЗ   | Сербія      | Андрей Бачанин           |
| 19 | НП   | Хорватія    | Марин Шотичек            |
| 21 | ПЗ   | Грузія      | Габріель Сігуа           |

| №  | Поз. | Нац.                 | Гравець             |
| -- | ---- | -------------------- | ------------------- |
| 22 | ПЗ   | Франція              | Лео Леруа           |
| 23 | НП   | Швейцарія            | Альбіан Аєті        |
| 25 | ЗХ   | Нідерланди           | Фінн ван Бремен     |
| 26 | ЗХ   | Боснія і Герцеговина | Адріан Леон Баришич |
| 27 | ЗХ   | Швейцарія            | Кевін Рюегг         |
| 29 | ЗХ   | Франція              | Мусса Сіссе         |
| 30 | ПЗ   | Німеччина            | Антон Каде          |
| 31 | ПЗ   | Швейцарія            | Домінік Шмід        |
| 32 | ЗХ   | Гана                 | Джонас Аджетей      |
| 39 | ПЗ   | Швейцарія            | Арле Жуніор Зе      |
| 43 | ЗХ   | Швейцарія            | Марвін Акахомен     |